# Clay Shirky

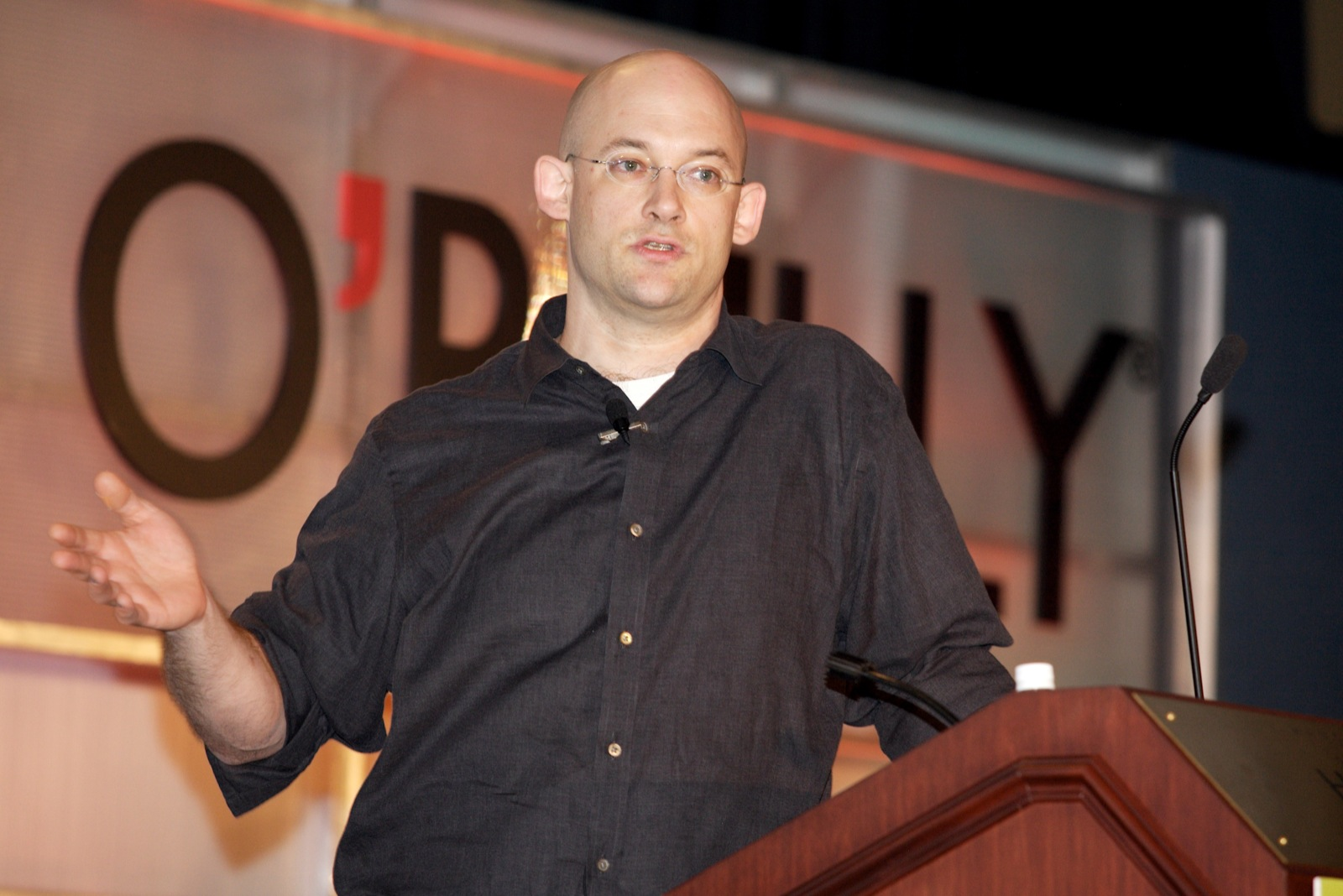
Clay Shirky auf der O'Reilly-Emerging-Technology-Konferenz 2006

Clay Shirky (* 1964) ist ein US-amerikanischer Redner, Autor und Berater zum Thema Internet. Er unterrichtet Neue Medien als Assistenzprofessor im Rahmen des Interactive Telecommunications Program an der New York University. Sein Unterricht umfasst unter anderem die Effekte der Netzwerktopologien von sozialen Netzwerken und die Frage, wie das Internet menschliche Beziehungen, Kommunikation und Gesellschaft verändert.
Shirkys Kolumnen und Artikel wurden unter anderem in Business 2.0, der New York Times, dem Wall Street Journal, dem Harvard Business Review und dem Wired-Magazin veröffentlicht. Am 3. April 2008 trat Shirky im Colbert Report auf.
In seiner Beratungstätigkeit fokussiert sich Shirky auf die steigende Bedeutung dezentraler Technologien wie Peer-to-Peer, Webservices und Funknetze, die Alternativen zur Client-Server-Infrastruktur darstellen, die das World Wide Web charakterisiert. Zu seinen Kunden zählen Nokia, die Library of Congress und die BBC.

## Shirky-Prinzip
“Institutions will try to preserve the problem to which they are the solution.”

„Institutionen werden versuchen, das Problem zu bewahren, das sie lösen können.“

Kevin Kelly, Gründungsdirektor des Wired-Magazins, griff 2010 ein Zitat Shirkys auf, das er als Shirky-Prinzip (Shirky Principle) etablierte. Demnach verschrieben sich Unternehmen und Branchen oftmals derart einer Herausforderung, dass sie diese letztlich verfestigten und nie vollständig beheben. Es erkläre die Beobachtung Clay Christensens, nach der signifikante Innovationen häufig von der Peripherie eines Industriesektors stammten und zunächst insignifikante Marktanteile besäßen, sowie den Fortbestand theoretisch längst obsolet gewordener Marktsegmente.
Beispiele hierfür seien die langsame Durchsetzung elektrischer Antriebe, der Tintenstrahldrucker und der LED-Beleuchtung. Medial wird das Shirky-Prinzip mit den Parkinsonschen Gesetzen verglichen. Das ebenfalls Effizienzaspekte beschreibende Shirking ist nicht synonym zum Shirky-Prinzip.

## Publikationen
- The Internet by E-Mail (1994) – ISBN 1-56276-240-0
- Voices from the Net (1995) – ISBN 1-56276-303-2
- P2P Networking Overview (2001) – ISBN 0-596-00185-1
- Planning for Web Services: Obstacles and Opportunities (2003) – ISBN 0-596-00364-1
- The Best Software Writing I (2005) – ISBN 1-59059-500-9
- Here Comes Everybody: The Power of Organizing Without Organizations (2008) – ISBN 978-1-59420-153-0
- Cognitive Surplus: Creativity and Generosity in a Connected Age (2010) – ISBN 978-1-59420-253-7